# Il mulino del Po (miniserie televisiva 1971)
Il mulino del Po è uno sceneggiato televisivo della Rai andato in onda nel 1971.

## Soggetto
La miniserie era il seguito dell'omonimo sceneggiato andato in onda nel 1963, era tratta dal secondo e terzo volume (intitolati rispettivamente La miseria viene in barca e Mondo vecchio sempre nuovo) del romanzo omonimo di Riccardo Bacchelli - Il mulino del Po, appunto - che, anche in questo caso, ne curò l'adattamento insieme al regista Sandro Bolchi.

## Cast
Del cast facevano parte attori di formazione teatrale e cinematografica come Valeria Moriconi, Raoul Grassilli, Ottavia Piccolo, Mariano Rigillo, ma anche cantanti che già avevano avuto esperienze recitative come Ornella Vanoni e Nanni Svampa.
Inoltre vi partecipò anche il regista teatrale e attore caratterista Giuseppe Maffioli.

## Ambientazione
La cittadina di Crespino, in provincia di Rovigo, è servita come ambientazione per molte sequenze dello sceneggiato.